# 11715 Harperclark
A 11715 Harperclark (ideiglenes jelöléssel 1998 HA75) a Naprendszer kisbolygóövében található aszteroida. A LINEAR projekt keretében fedezték fel 1998. április 21-én.